# Partit Patriòtic Bosnià-Hercegoví-Sefer Halilović
El Partit Patriòtic Bosnià-Hercegoví-Sefer Halilović (bosnià Bosanskohercegovačka Patriotska Stranka-Sefer Halilović) és un partit polític de Bòsnia i Hercegovina. Fou fundat el 1996 per Sefer Halilović, antic comandant de l'Exèrcit de la República de Bòsnia i Hercegovina.
El partit no participar en les eleccions de 1996, però no va obtenir la condició de parlamentari a les eleccions de 1998. A les eleccions de 2002 el partit no va obtenir cap escó a la Cambra de Representants de Bòsnia i Hercegovina, però sí 1 dels 140 escons a la Cambra de Representants de la Federació de Bòsnia i Hercegovina. A les eleccions d'1 d'octubre de 2006, el partit va obtenir:
- 1 de 42 escons a la Cambra de Representants de Bòsnia i Hercegovina.
- 4 dels 98 escons a la Cambra de Representants de la Federació de Bòsnia i Hercegovina
- 3 dels 35 escons a l'assemblea del cantó de Zenica-Doboj
- 2 dels 35 escons en l'Assemblea de Cantó de Sarajevo
- 1 dels 35 escons a l'assemblea del cantó de Tuzla
- 1 dels 25 escons a l'assemblea del cantó de Podrinje Bosnià